# Sierowo
Sierowo – osada w Polsce położona w województwie pomorskim, w powiecie bytowskim, w gminie Kołczygłowy.
Osada nad północnym brzegiem Starej Słupi w otulinie Parku Krajobrazowego Dolina Słupi.
W latach 1975–1998 miejscowość administracyjnie należała do województwa słupskiego.